# 1. Division 1933-1934
La 1. Division 1933-1934 è stata la 24ª edizione della seconda serie del campionato lussemburghese di calcio. La stagione è iniziata il 27 agosto 1933 ed è terminata l'11 febbraio 1934. Le squadre Red Black Pfaffenthal e Aris Bonnevoie hanno raggiunto la promozione in Division d'Honneur 1934-1935.

## Stagione

### Formula
2 punti alla vittoria, un punto al pareggio, nessun punto alla sconfitta.
Le 8 squadre partecipanti si affrontano in un girone di andata e ritorno, per un totale di 14 giornate.

Le prime due classificate sono promosse direttamente in Division d'Honneur. Le ultime due classificate retrocedono direttamente in Promotion.

## Classifica finale
|  | Pos. | Squadra               | Pt | G  | V  | N | P  | GF | GS | DR   |
|  | ---- | --------------------- | -- | -- | -- | - | -- | -- | -- | ---- |
|  | 1.   | Red Black Pfaffenthal | 21 | 14 | 10 | 1 | 3  | 49 | 17 | +32. |
|  | 2.   | Aris Bonnevoie        | 21 | 14 | 9  | 1 | 4  | 40 | 22 | +18. |
|  | 3.   | Stade Dudelange       | 19 | 14 | 9  | 1 | 4  | 34 | 23 | +11. |
|  | 4.   | Differdange           | 14 | 14 | 6  | 2 | 6  | 25 | 23 | +2.  |
|  | 5.   | Alliance Dudelange    | 14 | 14 | 7  | 0 | 7  | 32 | 42 | -10. |
|  | 6.   | Chiers Rodange        | 8  | 14 | 3  | 2 | 9  | 31 | 39 | -8.  |
|  | 7.   | Progrès Grund         | 8  | 14 | 3  | 2 | 9  | 22 | 48 | -26. |
|  | 8.   | Rumelange             | 7  | 14 | 3  | 1 | 10 | 23 | 42 | -19. |

- Spareggio retrocessione: Chiers Rodange - Progrès Grund 2 - 1

Legenda:

      Promosse in Ehrendivision 1933-1934

      Retrocesse in Promotion 1933-1934

## Risultati

### Calendario
| Andata (1ª)  | Andata (1ª) | Prima giornata       | Ritorno (8ª) | Ritorno (8ª) |
|              |             |                      |              |              |
| 27 ago. 1933 | 2-2         | Aris-AS Differdange  | 2-0          | 22 ott. 1933 |
| 27 ago. 1933 | 4-3         | Progrès Grund-Chiers | 1-1          | 22 ott. 1933 |
| 27 ago. 1933 | 8-1         | Red Black-Alliance   | 2-4          | 22 ott. 1933 |
| 27 ago. 1933 | 4-1         | Stade-Rumelange      | 1-2          | 22 ott. 1933 |

| Andata (2ª) | Andata (2ª) | Seconda giornata         | Ritorno (9ª) | Ritorno (9ª) |
|             |             |                          |              |              |
| 3 set. 1933 | 0-2         | AS Differdange-Red Black | 0-4          | 29 ott. 1933 |
| 3 set. 1933 | 3-3         | Progrès Grund-Stade      | 1-3          | 29 ott. 1933 |
| 3 set. 1933 | 7-1         | Chiers-Alliance          | 2-4          | 29 ott. 1933 |
| 3 set. 1933 | 0-1         | Rumelange-Aris           | 1-5          | 29 ott. 1933 |

| Andata (3ª)  | Andata (3ª) | Terza giornata           | Ritorno (10ª) | Ritorno (10ª) |
|              |             |                          |               |               |
| 10 set. 1933 | 1-1         | AS Differdange-Rumelange | 3-2           | 12 nov. 1933  |
| 10 set. 1933 | 2-4         | Chiers-Aris              | 2-5           | 12 nov. 1933  |
| 10 set. 1933 | 1-3         | Progrès Grund-Alliance   | 1-5           | 12 nov. 1933  |
| 10 set. 1933 | 1-3         | Red Black-Stade          | 1-0           | 12 nov. 1933  |

| Andata (4ª)  | Andata (4ª) | Quarta giornata              | Ritorno (11ª) | Ritorno (11ª) |
|              |             |                              |               |               |
| 17 set. 1933 | 0-2         | Alliance-Stade               | 1-4           | 19 nov. 1933  |
| 17 set. 1933 | 3-1         | Aris-Red Black               | 1-3           | 14 gen. 1934  |
| 17 set. 1933 | 0-3         | Progrès Grund-AS Differdange | 4-1           | 19 nov. 1933  |
| 17 set. 1933 | 5-1         | Rumelange-Chiers             | 2-8           | 7 gen. 1934   |

| Andata (5ª)  | Andata (5ª) | Quinta giornata         | Ritorno (12ª) | Ritorno (12ª) |
|              |             |                         |               |               |
| 24 set. 1933 | -           | Alliance-AS Differdange | 1-5           | 26 nov. 1933  |
| 24 set. 1933 | 2-1         | Aris-Progrès Grund      | 4-2           | 26 nov. 1933  |
| 24 set. 1933 | 3-1         | Red Black-Rumelange     | 4-1           | 26 nov. 1933  |
| 24 set. 1933 | 4-1         | Stade-Chiers            | 2-1           | 11 feb. 1934  |

| Andata (6ª) | Andata (6ª) | Sesta giornata          | Ritorno (13ª) | Ritorno (13ª) |
|             |             |                         |               |               |
| 1 ott. 1933 | 1-4         | Alliance-Aris           | 1-4           | 10 dic. 1933  |
| 1 ott. 1933 | 7-1         | AS Differdange-Stade    | 0-2           | 10 dic. 1933  |
| 1 ott. 1933 | 2-2         | Chiers-Red Black        | 0-3           | 10 dic. 1933  |
| 1 ott. 1933 | 4-1         | Rumelange-Progrès Grund | 1-2           | 10 dic. 1933  |

| Andata (7ª) | Andata (7ª) | Settima giornata        | Ritorno (14ª) | Ritorno (14ª) |
|             |             |                         |               |               |
| 8 ott. 1933 | 0-2         | Chiers-AS Differdange   | 0-1           | 17 dic. 1933  |
| 8 ott. 1933 | 4-1         | Red Black-Progrès Grund | 11-0          | 11 feb. 1934  |
| 8 ott. 1933 | 2-4         | Rumelange-Alliance      | 0-4           | 17 dic. 1933  |
| 8 ott. 1933 | 4-3         | Stade-Aris              | 2-0           | 17 dic. 1933  |